# Łysobyki (gromada)
Łysobyki (od 18 XII 1965 Jeziorzany) – dawna gromada, czyli najmniejsza jednostka podziału terytorialnego Polskiej Rzeczypospolitej Ludowej w latach 1954–1972.
Gromady, z gromadzkimi radami narodowymi (GRN) jako organami władzy najniższego stopnia na wsi, funkcjonowały od reformy reorganizującej administrację wiejską przeprowadzonej jesienią 1954 do momentu ich zniesienia z dniem 1 stycznia 1973, tym samym wypierając organizację gminną w latach 1954–1972.
Gromadę Łysobyki z siedzibą GRN w Łysobykach (1965 zmiana nazwy na Jeziorzany) utworzono – jako jedną z 8759 gromad na obszarze Polski – w powiecie łukowskim w woj. lubelskim na mocy uchwały nr 13 WRN w Lublinie z dnia 5 października 1954. W skład jednostki weszły obszary dotychczasowych gromad Łysobyki, Przytoczno i Wola Blizocka ze zniesionej gminy Łysobyki w tymże powiecie. Dla gromady ustalono 26 członków gromadzkiej rady narodowej.
29 lutego 1956 do gromady Łysobyki włączono wieś Blizocin z gromady Sobieszyn w powiecie ryckim w woj. warszawskim.
1 stycznia 1958 gromadę Łysobyki włączono do powiatu radzyńskiego w województwie lubelskim.
31 grudnia 1960 do gromady Łysobyki włączono wieś Walentynów z gromady Nowodwór Sobieszyn w powiecie ryckim województwa warszawskiego.
18 grudnia 1965 nazwę siedziby i gromady zmieniono z Łysobyki na Jeziorzany.
1 stycznia 1969 do gromady Jeziorzany włączono wsie Krępa, Kolonia Krępa, Kolonia Pieńki, Skarbicierz, Stoczek Kocki i Kolonia Stoczek ze zniesionej gromady Poizdów w tymże powiecie.
1 stycznia 1970 z gromady Jeziorzany wyłączono wieś Pieńki, włączając ją do gromady Serokomla w powiecie łukowskim w tymże województwie.
Gromada przetrwała do końca 1972 roku, czyli do kolejnej reformy gminnej. 1 stycznia 1973 – tym razem w powiecie radzyńskim – reaktywowano gminę Jeziorzany (od 1999 gmina Jeziorzany znajduje się w powiecie lubartowskim w woj. lubelskim).